# Sebastokrator
Sebastokrator (grško σεβαστοκράτωρ [sebastokrátor],  bolgarsko in srbsko cевастократор [sevastokrator]) je bil visok dvorni naslov v poznem Bizantinskem cesarstvu. Uporabljali so ga tudi v državah, ki so mejile na Bizantinsko cesarstvo (Srbsko cesarstvo in Bolgarsko cesarstvo) in na ozemljih pod bizantinskim vplivom. 
Beseda je sestavljena iz besed sabastos - velespoštovan, častitiljiv, ki je grški ekvivalent latinskega naslova augustus, in kratōr – vladar. Iz podobnih elementov je sestavljen naslov autokratōr – cesar. Sebastokratorjeva žena se je grško imenovala  sebastokratorissa (grško σεβαστοκρατόρισσα), srbsko in bolgarsko pa sevastokratica (севастократица).

## Zgodovina
Naslov si je izmislil cesar Aleksej I. Komnen (vladal 1081–1118) za svojega starejšega brata Izaka Komnena. Po pisanju Ane Komnene je Aleksej s podelitvijo naslova svojega brata povišal nad naslov cezarja, katerega je že obljubil svojemu svaku Nikiforju Melisenu. Ana položaj sebastokratorja primerja s položajem drugega cesarja in omenja,  da je imel, tako kot cesar, pravico do nošenja krone, cesarskega diadema pa ne. Med vladavino Komnenske dinastije (1081–1185) je bil sebastokrator do leta 1163, ko si je cesar Manuel I. izmislil naslov despotēs,  drugi najvišji položaj v cesarstvu. Rezerviran je bil izključno za člane cesarjeve družine, predvsem za mlajše cesarjeve sinove.
Po razkosanju Bizantinskega cesarstva po četrti križarski vojni leta 1204 so naslov privzela Latinsko, Nikejsko in Bolgarsko cesarstvo. V Nikejskem in po leti 1261 v obnovljenem Bizantinskem cesarstvu je bil naslov  rezerviran za najvišje dvorne dostojanstvenike in je bil skoraj izključno namenjen članom cesarjeve družine.  Zadnji znani imetnik naslova je bil peloponeški vladar Dimitrij Kantakuzen v poznem 14. stoletju.
Po podatkih iz primarnih virov je bila za naslov značilna modra barva. Modra je bila sebastokratorjeva slavnostna oprava, vključno z nogavicami in škornji. Po pisanju Jurija Akropolita okoli leta 1260 so se sebastokratorji, ki so bili člani cesarjeve družine, razlikovali od tistih, ki niso bili, po zlatih orlih, izvezenih na nartih škornjev. V času psevdo Kodina sredi 14. stoletja so bili standardni vezeni orli na rdeči podlagi. Po njegovem pisanju sta k sebastokratorjevi slavnostni opravi spadala tudi rdeča  tunika (hlamis) ter  rdeča in zlata krona (stefanos). K sebastokratorjevim privilegijem je spadala pravica, da je dokumente podpisoval s posebnim modrim črnilom.

## Bolgarija
Kalojan je naslov nasledil verjetno od svojega očeta Aleksandra (umrl po letu 1232), sina carja Ivana Asena I. Bolgarskega (vladal 1189–1196).

## Srbija
V Srbiji so naslov sebastokrator uporabljali v srednjem veku, v obdobju Nemanjićev ter srbski kralji in cesarji (1217–1346, 1346–1371).

## Imetniki naslova
- Aleksdander Asen (umrl po letu 1232), bolgarski princ
- Kalojan (okoli 1259), bolgarski mogotec, posestnik Sofije
- Dejan (1346-1356), srbski mogotec, posestnik Žegligova  in Preševa
- Aleksej III. Angel, kasnejši bizantinski cesar
- Ivan Angel
- Sabas Asiden, bizantinski in nicejski mogotec
- Conon de Béthune, francoski križar
- Konstantin Dukas Tesalski
- Ivan Dukas
- Stefan Gabrielopoulos
- Ivan I. Tesalski
- Ivan II. Dukas Tesalski
- Dimitrij I. Kantakuzen
- Andronik I. Komnen, sin Ivana II. Komnena
- Izak Komnen, brat Alekseja I. Komnena
- Izak I. Komnen, sin Alekseja I. Komena
- Izak Komnen, sin Ivana II. Komnena
- Branko Mladenović, Srbija
- Momčil, razbojnik v Rodopih
- Stefan Nemanjić, Srbija
- Jovan Oliver, Srbija
- Konstantin Paleolog, polbrat Mihaela VIII. Paleologa
- Ivan Paleolog,  brat Mihaela VIII. Paleologa
- Vlatko Paskačić, Srbija
- Ivan Petralif
- Strez, Bolgarija
- Blasius Matarango (1358–1367), albanski plemič, knez pokrajine Karavasta

## Galerija
- Bolgarski sebastokrator Kalojan z ženo Desislavo; freska v Bojanski cerkvi, Sofija (1259).
- Konstantin Paleolog, polbrat cesarja Mihaela VIII., z ženo Ireno; samostanski tipikon, zgodnje 14. stoletje.
- Izak Komnen, sin Alekseja I. Komnena; samostan Hora, Istanbul .
- Jovan Oliver; freska v samostanu Lesnovo,  Makedonija.